# マリア・エヴァ
マリア・エヴァ （Maria Eva Livelo、1956年4月13日-）は、フィリピン出身のジャズシンガー。　

## プロフィール
フィリピン・マリンドゥケ島 モグポッグの出身で、スペイン系曾祖母がソプラノ歌手、同祖父が音楽教師、父、兄や弟（モグポッグ市長）全員がブラス・バンドのメンバーとして活躍してきた音楽一家に育ち、子供の頃から音楽の手ほどきを受けたマリアは、教会のセレモニーなどでソロを歌ってきた。　その後各地のコンテストで優勝し、テレビやラジオに出演して、プロとしてのデビューを飾った。　　
26歳で来日し、ソウルやポップスを歌ったあとジャズ・ヴォーカルに専念し、各地のクラブ、ホテル、コンサート、ジャズ祭などで歌い着実に実績をあげてきた。黎明期からの日本ジャズ界の巨匠レイモンド・コンデを同じフィリピン人として畏敬している。1991年にはシアター・サンモールで1'stコンサートを行い、CD「マリア・エヴァ・クラブ」で、うまさとジャズ・フィーリング、豊かな声量の歌いっぷりが評判を呼んだ。ネイティブ並みのイングリッシュ・スピーカーであり、英語の歌詞を通して聴く者を説得できるという、他の日本人ジャズボーカリストにはない強みがある。都内や横浜、あるいは周辺都市の一流ジャズクラブやライブ・ハウスやホテル、学校などで公演し、世良譲、ジョージ川口、北村英治、西条孝之介らのスタープレイヤーと共演したり、ジャズ祭では前田憲男や山下洋輔らとも共演している。  
「その華やかで、スイングする歌は大変好評で、口先だけで歌う歌手が多い中で、マリア・エヴァの力強い唱法とソウルフルなジャズフィーリングは大きな魅力である。本当の歌を聴いたという満足感とすがすがしさを感じさせてくれる。」（岩浪洋三 評）
貫禄あるソウルフルな歌唱力は、日本ジャズ界の大勢が認めるところとなり、2010年「日本ジャズヴォーカル賞」大賞を受賞し、外国人ジャズシンガーとしては初めての大賞受賞者となった。

## これまでにリリースしたオリジナルCD
- マリア・エヴァクラブ
- STARDUST
- Prelude To A Kiss ～キスへのプレリュード

## 経歴
- 1979年 初来日し、各地をバンドと公演。
- 1980年-1981年 2度目、3度目の来日。各地をバンドと公演。
- 1982年 音楽活動の拠点を日本に置く。
- 1983年-1990年 ライブハウス、クラブ等で歌を磨く。
- 1991年 ファーストCD 「マリア・エヴァ・クラブ」リリース

デビューコンサートを川原義和( 旧 八十肇とクレイジー)にプロデュースを依頼し、田辺信男(ts) をリーダーとした20人編成のオーケストラで開催。 
- 1994年

横浜 旭 ジャズ祭り (野外コンサート) にて前田憲男グループと共演。
第20回 ジャズ・イン・ヨコハマ で金井英人、山下洋輔と共演 （関内大ホール）。
第26回　サマージャズフェスティバル ミュージック・マジック・オーケストラと共演 （日比谷野外大音楽堂）
川崎 イルミネーション ジャズ　コンサートで再び前田憲夫、金井英人と共演　(サンピアン かわさき) 
- 1995年-2011年 ライブハウス、クラブ、パーティ、ディナーショウ、結婚式、小中高学校演奏会、コンサート等と精力的な活動をしている。若手育成のため ボイストレーニング、歌唱指導も行っている 。

- 2002年 第18回 2002年 日本ジャズヴォーカル賞 優秀歌唱賞受賞。
- 2009年 新進気鋭の若手ミュージシャン達とコラボしたニューアルバムをリリース 「Prelude To A Kiss ～キスへのプレリュード」加藤英介(P), 安東昇(B), 吉岡大輔(Ds),竹内直(T.Sax&Fl)。
- 2010年 第26回 2010年 日本ジャズヴォーカル賞 大賞受賞。浅草ジャズコンテスト 審査員。

## 主な共演者
前田憲男、西条孝之助、猪俣猛、金井英人、杉浦良三、 コンゲントリオ、山本剛 トリオ、野力奏一トリオ、大野雄二トリオ、吉岡秀晃トリオ、福田重男トリオ、世良譲トリオ、クリヤマコトトリオ、青木弘武トリオ、ジョージ川口&ニュービック4、市川秀男トリオ、ミュージック・マジック・オーケストラ etc.